# Onfalo

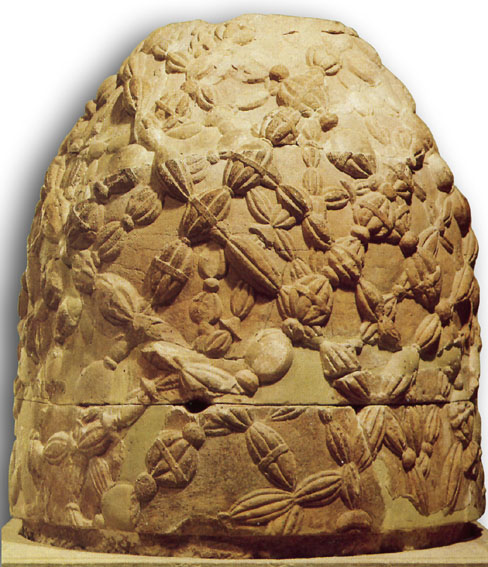
Onfalo de Delfos

Onfalo ou Ônfalo (em grego: Ὀμφαλός) é uma palavra de origem grega que significa umbigo. O umbigo é, desde tempos remotos, o símbolo do centro a partir do qual se dá a criação do mundo e está presente em muitas culturas. É representado, normalmente, por uma pedra, que pode ou não ser trabalhada, junto da qual se fazem diversos rituais religiosos.
O historiador e geógrafo grego Pausânias escrevia que o onfalo era o símbolo do centro cósmico, onde se cria a comunicação entre o mundo dos homens, o mundo dos mortos e o mundo dos deuses. No santuário de Delfos foi encontrada uma cópia romana do onfalo que aí se encontrava. Acreditava-se que esta era a pedra que Reia tinha dado a Cronos, embrulhada em roupas. Este teria engolido a pedra, pensando que se tratava de Zeus. Cronos engolia os seus filhos para que estes não o viessem a destronar, como havia sido profetizado por Urano e Gaia.
Este costume de adoração de pedras sagradas, consideradas como o centro do universo está muito difundido. Encontramos, assim as lingam na cultura Hindu, ou a Cúpula da Rocha, sob as fundações da Mesquita de Omar, considerada sagrada por judeus e muçulmanos, e ainda a Caaba em Meca, dentro da qual se encontra a Hajar el Aswad ou Pedra Negra que assinala o local mais sagrado do mundo.